# Keith Kissack
Keith Edward Kissack MBE (Clun, 1913. november 18. – Monmouthshire, 2010. március 31.) brit helytörténész, tanár. Tanulmányaiban elsősorban Monmouth városának és Monmouthshire megye helytörténelmével foglalkozott.

## Életútja
A shropshire-i Clun nevű kisvárosban született. A durhami iskolában tanult. Az intézmény krikett csapatának tagja volt 1931 és 1932 között. Felsőfokú tanulmányait a chelsea-i (London egyik kerülete) St Mark and St John’s College-ben végezte, ahol tanári oklevelet szerzett. A második világháborúban megsebesült. Ezt követően Monmouthban telepedett le tanárként. A Priory Street School igazgatójává nevezték ki. Elöljáró is volt a monmouthi városi tanácsban. Ugyanakkor a monmouthi múzeum kurátora is volt, valamint a Society of Antiquaries tagja. 1976-ban megkapta a Brit Birodalom Érdemrendjének MBE (tag) fokozatát.

## Főbb művei
Főbb művei (kivéve újságcikkeit):
- The Trivial Round: Life in Monmouth, 1830–1840 (1955)
- The Inns and Friendly Societies of Monmouth (társszerző, 1963, átdolgozott kiadás 1981)
- The Formative Years: the rise of Monmouth under its Breton lords, 1075–1257 (1969)
- Mediaeval Monmouth (1974)
- Monmouth: the Making of a County Town (1975)
- The River Wye (1978)
- The River Severn (1982)
- Victorian Monmouth (1984)
- Monmouth and its Buildings (1991, átdolgozott kiadás 2003)
- Haberdashers Monmouth School for Girls (1992)
- Monmouth School and Monmouth, 1614-1995 (1995)
- The Lordship, Parish and Borough of Monmouth (1996)
- The Schools in the Priory (1999)
- Home Front Monmouth (2000)
- Monmouth during the First War (társszerző, 2001)
- Monmouth Priory (társszerző, 2001)